# 변영희
변영희(1969년 10월 23일 ~ )는 대한민국의 성우로, 1982년 연극부로 활동하다가 1997년 한국방송 성우극회 공채 26기로 입사했다.

## 출연

### 애니메이션
- 꽉 잡아! (KBS) - 기민철
- 딱따구리 (KBS) - 두더쥐 B / 차장
- 비밀일기 (KBS) - 민승혁 / 수지 아빠
- 원피스 (KBS) - 챠카 / 잭 / 에디
- 왕의 수염 (KBS) - 매디의 남편 생쥐
- 재키찬 어드벤처 (KBS) - 랏소
- 핌블핌블 (KBS) - 핌보
- DARKER THAN BLACK -흑의 계약자- (애니맥스) - 가이 / 데케이드
- DARKER THAN BLACK -유성의 제미니- (애니맥스) - 쿠라사와
- NEW 아기공룡 둘리 (SBS) - 고길동
- 개구쟁이 스머프 (닉코리아) - 가가멜
- 건스워드 (애니맥스) - 죠 / 카이지 / 호세
- 공주님 조심하세요! (애니맥스) - 레슬리
- 내일은 축구왕 (애니맥스)
- 닌자 거북이 2012 (닉코리아) - 크리스
- 던전 앤 파이터 슬랩 업 파티 (애니박스) - 단진 / 하르센 / Mr. 로즈 레빈 / 로튼 / 버켄
- 돌연변이 특공대 닌자 거북이 (닉코리아) - 크리스
- 동글동글 해롱이 (SBS) - 핑글이
- 디지몬 어드벤처 (KBS) - 쉘몬
- 디지몬 프론티어 (대원방송) - 아르보르몬/페탈드라몬, 소사리몬, 케루비몬
- 디지몬 세이버즈 (대원방송) - 가와파몬, 샤우진몬
- 떴다! 퀘스트 기사단 (카툰네트워크) - 그레이어
- 레고 닌자고 - 사무카이
- 로봇용사 다그온 (SBS) - 김나래 / 히도
- 리틀 프린세스 (EBS) - 해설 / 장군
- 명탐정 코난 (투니버스) - 임재영
- 미래전사 그레이트 건더 (SBS) - 드릴파워
- 미스테리야 (EBS) - 다알 박사
- 부탁해 마이 멜로디 2기 (카툰네트워크) - 서건우 / 소리 아빠
- 부탁해 마이 멜로디 상쾌하게 (카툰네트워크) - 서건우 / 소리 아빠
- 블랙잭 (애니원) - 쿠마
- 비바 피냐타 (애니맥스) - 허드슨
- 슈퍼로봇대전 OVA (애니박스) - 길리엄
- 스페이스 몽키 (SBS) - 올비트론
- 슬레이어즈 리턴 (애니박스) - 자하드
- 시계마을 티키톡 (EBS) - 팡 아저씨
- 어린 왕자 <별 도둑의 별 Ⅰ, Ⅱ> (EBS)
- 얼렁뚱땅 몬스터 사냥꾼 (카툰네트워크) - 브루스
- 원피스: 사막의 공주와 해적들 (투니버스) - 챠가
- 장난감 나라의 노디 (EBS)
- 잭과 팡 (EBS) - 볼리
- 티미의 못말리는 수호천사 (카툰네트워크) - 아빠 / 마크 왕자 / 조르딕 / 크림슨 친
- 파이터 바키 (애니원) - 가이아(이중인격) / 지하격투장 아나운서 외
- 포켓몬스터: 뮤츠! 나는 여기에 있다 (투니버스) - 웅
- 포켓몬스터 극장판 - 뮤츠의 역습 (투니버스) - 웅
- 포켓몬스터 AG (SBS) - 웅 / 로젠 / 기자 2
- 포켓몬스터 DP (SBS) - 웅 / 방송국 프로듀서 / 제이의 부하(나중)
- 포켓몬스터 DP 극장판 - 기라티나와 하늘의 꽃다발 쉐이미 (투니버스) - 웅
- 포켓몬스터 베스트위시 (투니버스) - 웅
- 포켓몬스터 W (투니버스) - 로젠
- 푸콘 가족(애니원) - 제임스 푸콘
- 프린세스 츄츄 (애니원) - 훼미오
- 플레이볼 (애니맥스) - 공치수
- 하늘이와 구름요정 (애니원) - 솜사탕 오빠 / 수세미
- 헌터X헌터 (애니원) - 사토츠
- 헬로 카봇 붐바 (SBS) - 다이버
- 휘슬! (애니맥스) - 이명일
- 또또랑 보물창고 (EBS)
- 미키마우스의 멋진 대모험 (디즈니+) - 플루토

### 영화 애니 더빙
- 가필드 - 마법의 샘물 - 라몬
- 넛잡: 땅콩 도둑들 - 그레이슨
- 바다가 들린다 - 마츠노 유타카
- 엘라의 모험 2: 백설공주 길들이기 - 캉왕(백설공주 아빠)
- 토이 스토리 4 - 미스터 프릭클팬츠
- 원더랜드 - 스티브
- 포켓몬스터 극장판 13기 환영의 패왕 조로아크 - 웅
- 피니와 퍼브 무비: 캔디스, 우주에 맞서다 (디즈니+) - 가르노스

### 영화 및 외화 더빙
- A.I. (KBS) - 직원(톰 갤로프)
- K-19: 위도우메이커 (KBS) - 맥심(타이 러니언)
- 2번 레인의 기적 (EBS) - 하느님 / 바비 (터크 왓킨스)
- 5일의 마중 (KBS) - 간부(신백청)
- 7번째 사진 (KBS) - 형사
- 10일 안에 남자친구에게 차이는 법 (KBS) - 벤의 친구(애덤 골드버그) / 음료수 판매원
- 걸 파이트 (KBS) - 레이 (빅터 시에라)
- 경감 메그레 시즌 2 (KBS) - 오스카(에이드리언 롤린스) / 블로크(에이드리언 스카버러)
- 경찰서를 털어라 (KBS)
- 고인돌가족 플린스톤2 (KBS)
- 구름 속의 산책 (SBS)
- 나의 그리스식 웨딩 (SBS) - 안젤로 (조이 파톤)
- 나치 영국 지부 SS-GB(KBS) - 스테인스(줄리안 린드 터트) / 울버트(윌리엄 메러디스) / 교장 선생님(제프리 맥기번)
- 네이키드 웨폰 (SBS) - 교관(아우구스틴 애궈베리)
- 뉴저지 드라이브 (KBS)
- 다크니스 (KBS)
- 닥터 후 (KBS) - 테스커(저스틴 샐린저)
- 더 원 (KBS) - 의사(다린 모건)
- 덤 앤 더머(KBS) - 데일(팰톤 패리)
- 데스티네이션 (SBS)
- 디셉션(KBS) - 프랜시스(제레미아 위긴스) / 대닉(대니 버스타인)
- 라붐 (SBS)
- 라붐 2 (SBS)
- 라스트 사무라이 (SBS) - 노부타다(코야마다 신)
- 라이온 킹 - 카마리 (키건마이클 키)
- 럭키 넘버 슬레븐 (KBS) - 맥스(스콧 깁슨) / 남자(마이클 루벤펠드)
- 레인저 스카우트 (KBS)
- 레드 노티스 (넷플릭스) - 나레이터(로버트 클롯워디)
- 로빈 후드 시즌 2(KBS) - 프리드리히 백작(덱스터 플레처)
- 로스트 시즌 3~5 (KBS) - 데스먼드 (헨리 이안 쿠식)
- 리노의 하룻밤 (SBS)
- 마운틴 패트롤 (KBS) - 바딩
- 맨발의 경영자 (KBS) - 머레이
- 무서운 영화 2 (KBS) - 남자 귀신
- 문나이트 - 아서 해로우(에단 호크)
- 뮌헨 (KBS) - 스티브 (대니얼 크레이그)
- 미녀 삼총사 (SBS) - 채드(톰 그린)
- 미스 에이전트 2 (SBS) - 조엘 메이어즈 (디트리히 베이더)
- 부메랑 (KBS)
- 부모님이 휴가가던 해 (KBS)
- 보이즈 게임 (KBS) - 오씨 페리스 (플렉스 알렉산더)
- 볼케이노 (KBS) - 피트(가레스 윌리엄스) / 관리국 직원(브라이언 마킨슨)
- 비밀과 거짓말 (SBS)
- 뿌리 (하이라이트TV) - 오모로 킨테(밥스 오루산모쿤)
- 사막의 뱀파이어 (SBS) - 닉
- 산딸기 (KBS) - 지그프리드 (페르 스요스트런드) / 빅토르 (비요른 브엘프벤스탐)
- 삼국지 (KBS) - 곽도
- 상하이 나이츠 (KBS) - 아버지 (김찬) / 소매치기(조나단 하비)
- 성룡의 CIA (SBS) - 유키의 오빠(알 카라키) / 과학자(한스 코넬리센)
- 수퍼 소닉 - 웨이드(애덤 팰리)
- 수퍼 소닉 2 - 웨이드(애덤 팰리)
- 수퍼 소닉 3 - 웨이드(애덤 팰리)
- 스캔들 (KBS) - 스티븐 (헨리 이안 쿠식)
- 스타 워즈 에피소드 6: 제다이의 귀환 (KBS) - 메이디 장군(더모트 크로울리)
- 스페이스 잼 (SBS) - 숀 브래들리(본인) / 기자(마이클 로스하르)
- 스필버그의 어메이징 스토리 (KBS)
- 시네마 천국 (SBS) -  토토의 친구(콘세타 보르파가노)
- 시티 오브 엔젤 (KBS) - 절도범(레인보우 보든)
- 식스 데이 세븐 나잇 (KBS) - 집배인(더글러스 웨스턴) / 구조대 2(데릭 바스코) / 해적 2
- 신비한 동물들과 그린델왈드의 범죄 - 트레버스(데렉 리들)
- 써클 (SBS)
- 쓰리 (SBS) - 가안 (수위니트 판자마와트)
- 아문센 (KBS) - 검역소 직원
- 애니멀 (KBS)
- 어거스트 러시 (KBS) - 마샬(앨릭스 오로린)
- 에드 우드 (KBS) - 폴 (맥스 카셀라)
- 엑시덴탈 스파이 (KBS)
- 여름연가 (KBS) - 제이슨
- 역 (KBS)
- 올드 스쿨 (SBS) - 마이클(패트릭 피슬러)
- 완다비전 - 타일러 헤이워드(조시 스탬버그)
- 용재변연 (SBS) - 왕지성의 동료(윤천조)
- 이노센트 (KBS) - 군인
- 이보다 더 좋을 순 없다 (KBS) - 불량배(제이미 케네디) / 캐럴의 남친(랜들 바틴코프) / 식당 손님(피터 제이컵슨) / 경찰
- 조지 클루니의 표적 (KBS) - 레이먼드(폴 칼데론)
- 존 큐 (KBS) - 맥과이어(케빈 코널리)
- 춤추는 대수사선 THE MOVIE (KBS) - 신죠 켄타로(카케이 토시오)
- 컨피던스 (SBS) - 마일즈(브라이언 반 홀트)
- 컷 런스 딥 (KBS) - 비니(윌리엄 J. 멘돌라)
- 터미널 스피드 (SBS)
- 톰과 제리 - 악마(릴 렐 하워리)
- 투 윅스 노티스 (SBS) - 노먼 (제이슨 앤툰) 外
- 파니와 엘비스 (SBS)
- 파이터 (KBS) - 에멧 外
- 패닉 룸 (KBS) - 경찰 특공대원(폴 사이먼)
- 퍼펙트 크라임 (KBS) - 앵커맨(파코 츄우루카)
- 펭 슈이 (KBS)
- 포스 오브 네이처 (SBS)
- 프라이미벌 - 원시의 습격 (KBS) - 스티븐 (제임스 머피)
- 할로우 맨 (KBS) - 소방수
- 해리포터와 마법사의 돌 (SBS) - 우드(숀 비거스태프) / 퍼시(크리스 랭킨)
- 해리포터와 비밀의 방 (SBS) - 톰 리들(크리스천 콜슨) / 우드(숀 비거스태프) / 퍼시(크리스 랭킨)
- 허리케인 카터 (KBS)
- 헌팅 파티 (KBS) - CIA 요원(딜런 베이커) / 웨이터(세미르 키리빅)
- 황비홍 3 (KBS) - 남자 1
- 화양연화 (KBS)

### 특촬물
- 가면라이더 덴오 (챔프, 애니원, 애니박스) - 모모타로스 / 가면라이더 덴오 소드폼
- 가면라이더 디케이드 (챔프) - 모모타로스 / 가면라이더 덴오 소드폼

### 게임 더빙
- 도타 2 - 리키
- 디아블로 III: 영혼을 거두는 자 - 남자 성전사
- 메크커맨더 2
- 삼국지 온라인
- 삼국지전기 - 마초 / 서황
- 엠페러 배틀 포 듄
- 진삼국무쌍 2 - 서황 / 한복
- 진삼국무쌍 3 엠파이어스 - 감녕
- 진삼국무쌍 4 맹장전 - 감녕

### 나레이션
- 기업열전 K1 (KBS) 종료
- 대한민국 정치비사 (MBN) - 이학봉 (배우로 출연) 종료
- 방귀대장 뿡뿡이 (EBS) -  이파리
- 딩동댕 유치원 (EBS) 종료
- 빵빵 요리버스 (EBS) 종료
- 상상플러스 (KBS) 종료
- 스타 골든벨 (KBS) 종료
- 좋은나라 운동본부 (KBS) 종료
- 추석특집 친절한 외인숙 (KBS) 종료
- 해피선데이 (KBS) 종료
- 해피투게더 (KBS) 종료
- 자유선언 토요대작전 (KBS) 종료

### 다큐멘터리 더빙
- 네셔널지오그래픽 <전장 속의 구출 작전> - 해설
- 네셔널지오그래픽 <존 F.케네디 암살, 사라진 총알> - 해설
- 네셔널지오그래픽 <아틀란티스를 찾아서> - 해설
- 네셔널지오그래픽 <프리즌 브레이크> 1화 피츠버그 집단 탈옥 - 해설
- 네셔널지오그래픽 <히틀러의 장군들을 암살하라> - 해설
- 2005.12.20 KBS 세계걸작다큐 <사라진 다윗왕의 후손들> 1부
- 2005.12.27 KBS 세계걸작다큐 <사라진 다윗왕의 후손들> 2부
- 2009.11.04 KBS 해외걸작다큐 <열정의 물방울, 와인>
- 2014.03.08 EBS 세계의 눈 <대재앙 : 동일본 대지진> 제1편 대지진 발생 원인 - 해설
- 2014.03.09 EBS 세계의 눈 <대재앙 : 동일본 대지진> 제2편 격변의 지구 - 해설
- 2014.05.03 KBS 가정의 달 특선 다큐 <식물의 왕국> 제1부 뭍에서 뭍으로 이주, 습지
- 2014.05.04 KBS 가정의 달 특선 다큐 <식물의 왕국> 제2부 또 다른 생존체계, 식충생물
- 2014.05.05 KBS 가정의 달 특선 다큐 <식물의 왕국> 제3부 식물계의 타임캡슐, 씨앗
- 2014.05.06 KBS 가정의 달 특선 다큐 <식물의 왕국> 제4부 극적인 순간, 비밀을 엿보다
- 2015.04.19 KBS 글로벌 다큐멘터리 <여성의 뇌 남성의 뇌> - 해설
- 2015.06.30 KBS 해외걸작다큐 <1차 세계 대전 어느 병사들의 이야기 (Our World War)> 제2부 전쟁과 우정 - 브룩스
- 2015.07.21 KBS 글로벌 다큐멘터리 <여성의 뇌 남성의 뇌> - 해설
- 2016.08.02 KBS 리우 올림픽 특선다큐 <아마존의 축구 전사> - 해설

### 라디오
- KBS <엄길청의 성공시대> 제4화 박세태 날개접은 소리의 마술사
- KBS <엄길청의 성공시대> 제8화 박해돈 이삿짐센터 인부 일등이 되는 꿈
- 1999.12.26 KBS 교통 캠페인 드라마 <노란 안전선 위에 행복> 이제 내게 남은 것들
- 2000.01.02 KBS 무대 <천년의 애원>
- 2000.08.20 KBS 무대 <오계장을 위한 건배>
- 2001.03.25 KBS 교통 캠페인 드라마 <노란 안전선 위에 행복> 태중이의 기도
- 2001.06.24 KBS 교통 캠페인 드라마 <노란 안전선 위에 행복> 수원교도소 이야기
- 2002.01.06 KBS 무대 <우리들의 천사가 온다> - 을
- 2002.04.07 KBS 무대 <꽃님이의 봄! 봄!!> - 강영조
- 2003.03.30 KBS 특집 라디오 프로그램 <한국문학 오디오북> 계용묵 作 백치 아다다
- 2004.08.30 ~ 2004.09.11 KBS <엄길청의 성공시대> 제23화 김복현의 명동 빨계떡
- 2004.11.21 KBS 무대 <사랑, 그 영원한 평행선 위에> - 태현
- 2005.03.28 ~ 2005.04.09 KBS <엄길청의 성공시대> 제38화 청년벤처 이광석의 온라인 이력서>
- 2005.05.28 KBS 무대 <참치와 가자미> - 박준태
- 2006.03.13 ~ 2006.03.25 KBS <엄길청의 성공시대> 제63화 뮤지컬 프로듀서 설도윤의 예술경제학 - 설도윤
- 2006.04.30 KBS <다큐멘터리 인물과 사건> 고로, 나는 고발한다
- 2006.11.01 ~ 2006.11.30 KBS <라디오 극장> 정재민 作 농땡이 사법 연수생의 짜장면 비비는 법
- 2007.01.02~ 2007.01.13 KBS <엄길청의 성공시대> 제84화 귀농인 류근모,‘희망’을 재배하다
- 2007.07.03 KBS 무대 <소리없는 함성>
- 2008.04.19 KBS 무대 <떠나가는 배>
- 2008.07.12 KBS 무대 <네 잎 클로버>
- 2008.10.18 KBS 무대 <2박 3일 이승여행기> - 작은 아들
- 2009.09.21 ~ 2009.09.25 TBS <라디오 문학관> 이기호 作 갈팡질팡 하다가 내 이럴 줄 알았지
- 2010.03.13 KBS 무대 <아빠의 무모한 도전>
- 2010.05.31 ~ 2010.06.25 TBS 창립 20주년 특별기획 다큐드라마 <서울, 600년을 걷다> 성삼문편 - 사가독서 친구 / 하위지
- 2010.08.30 ~ 2010.10.01 TBS 창립 20주년 특별기획 다큐드라마 <서울, 600년을 걷다> 유성룡편 - 부하
- 2010.10.02 KBS 무대 <너에게 가을을 보낸다> - 구작가
- 2010.12.02 ~ 2011.01.26 KBS <대한민국 경제실록> 제4화 경제개발, 그 종잣돈을 찾아라 - 이병철
- 2011.02.07 ~ 2011.03.11 TBS 창립 20주년 특별기획 다큐드라마 <서울, 600년을 걷다> 대원군과 명성황후 편 - 김옥균
- 2012.03.03 KBS 무대 <인텔리와 빈대떡>
- 2012.12.10 ~ 2013.02.22 KBS <대한민국 경제실록> 제16화 재벌의 맹아기 - 이병철
- 2013.09.16 ~ 2013.10.25 KBS <대한민국 경제실록> 제20화 유통 산업의 역사 - 이병철
- 2015.10.05 ~ 2015.10.30 국악방송 라디오 드라마 <백탑서생> - 철종 / 박제가 / 유생 / 꼭지단 / 포졸 / 가마꾼 / 정명 / 남상인 / 남 / 포도대장 / 형리 / 김홍도
- 2016.04.01 ~ 2016.04.30 KBS <라디오 극장> 정아은 作 모던하트 - 흐물

### 광고
- LG텔레콤